# Maria Halber
Maria Halber (ur. 1989)– polska pisarka, poetka i redaktorka.

## Życiorys i twórczość
Publikowała m.in. w magazynie Pismo, Wysokich Obcasach, Dwutygodniku, magazynie Mały Format oraz magazynie Wizje.  Debiutowała książką poetycką Przejścia (Staromiejski Dom Kultury, 2020). W 2023 nakładem Wydawnictwa Cyranka ukazał się jej debiut prozatorski, Strużki. Laureatka Stypendium im. Adama Włodka przyznawanego przez Fundację Wisławy Szymborskiej oraz Nagrody Conrada za najlepszy debiut prozatorski 2023. Mieszka w Warszawie.

## Książki
- Przejścia (Staromiejski Dom Kultury, 2020)
- Strużki (Wydawnictwo Cyranka, 2023)